# Josiah Willard Gibbs
Josiah Willard Gibbs, ameriški fizik, matematik in kemik, * 11. februar 1839, New Haven, Connecticut, ZDA, † 28. april 1903, prav tam.

## Življenje in delo
Gibbs je študiral na univerzah Yale, v Parizu, Berlinu in Heidelbergu. Bil je profesor matematične fizike na Univerzi Yale od leta 1871 do svoje smrti. Bil je bil prvi Američan, ki je prejel doktorat iz tehnike na Univerzi Yale. Kot sotvorec vektorske analize je bil dejaven tudi v matematiki. 
Njegova zbirka člankov O ravnovesju heterogenih snovi (1876 - 1878) je postavila
temelje fizikalni kemiji. V teh člankih je uporabil termodinamiko pri razlagi fizikalnokemičnih pojavov. Pojasnil je povezavo med izoliranimi in nepojasnjenimi pojavi. Opisal je tudi fazni prehod. Njegovi članki o termodinamiki so bili objavljeni v Poročilih Akademije Connecticuta. Njegovo delo o uporabi termodinamike je pomagalo, da je fizikalna kemija postala stroga deduktivna znanstvena veda. Zaradi zahtevnih matematičnih prijemov in neznane revije znanstveniki ZDA niso prepoznali vrednosti njegovega dela. Zbirko člankov O ravnovesju heterogenih snovi so leta 1891 prevedli v nemščino in leta 1899 v francoščino. Njegove izreke so uporabili in razvili v Evropi še preden so njihovo vrednost spoznali ameriški kemiki. 
Pomembno je tudi njegovo delo na področju statistične mehanike, ko se je ukvarjal z značilnostmi velike skupine delcev, kot so atomi in molekule. Čeprav je izpeljal svoje zamisli iz klasične fizike, so ideje uporabne tudi v kvantni mehaniki. Pisal je tudi o mehanskem vplivu toplote, vektorski analizi in elektromagnetni teoriji svetlobe. Po njegovi smrti sta izšli še deli Znanstveni članki leta 1906 in Zbrana dela leta 1928.

## Priznanja

### Nagrade
Za svoje znanstvene dosežke na področju naravoslovja je Gibbs leta 1901 prejel Copleyjevo medaljo Kraljeve družbe (Royal Society) iz Londona.